# Eendraght (schip, 1615)
De Eendraght was een Nederlands zeilschip, gebouwd in 1615. Het voer onder schipper Willem Cornelisz Schouten tijdens haar maidentrip rond Kaap Hoorn.

## Voorgeschiedenis
Isaac le Maire, een schatrijke Amsterdamse koopman, medeoprichter en bewindvoerder van de VOC, kreeg snel na de stichting van de VOC bonje met zijn medebestuurders.
 De Staten-Generaal had in aan het door hen aan de VOC verleende octrooi gesteld: dat niemant, (-)uit deze vereenigde Landen zal mogen vaaren, (-) Beoosten de kaap de Bonne Esperance, ofte door de straat van Magellanes, op de verbeurte van de schepen en goederen. Lemaire besloot het VOC-monopolie letterlijk en figuurlijk te omzeilen door een route ten zuiden van Straat Magellaan te vinden. Hiertoe stichtte hij de Austraalsche Compagnie, die twee schepen uitrustte: de Eendraght en de Hoorn, de laatste onder schipper Jan Cornelisz Schouten, broer van voornoemde Willem Schouten.

## De naam
De naam Eendraght is afgeleid van de zinspreuk van de Republiek Concordia res parvae crescunt, ontleend aan de Bellum Iugurthinum van Sallustius X. Dit betekent: Eendraght doet de kleine zaken groeien of vrijer vertaald Eendraght maakt macht. Om patriottische reden werd Eendraght daarom een gewilde benaming voor schepen.

## Scheepstype
De Eendraght wordt in scheepslijsten een fluitschip genoemd. Maar het schip miste de voor het fluitschip typische ronde kont. De schipper noemt het schip in zijn journaal een jacht, daarmee aangevende dat het kleiner (en sneller) was dan een fluit. Schepen die op ontdekkingsreis werden gestuurd waren over het algemeen kleiner dan de fluiten en spiegelretourschepen omdat het vervoer van lading niet het belangrijkste doel was. Volgens de Maritieme Encyclopedie wordt voor jacht vaak de benaming pinas gebruikt zodat de Eendraght met recht en reden ook een pinas genoemd kan worden.

## Bouw
Een pinas/jacht, zoals de Eendraght, had een ronde boeg, hoge achtersteven en een rechte spiegel. Voor de boeg was een uitbouw, galjoen genaamd, deze werd o.a. gebruikt om de lange boegspriet neer te houden.
Het laadvermogen van de Eendraght bedroeg 180 lasten. Een last kwam overeen 20 pikol. Een pikol was het gewicht dat een Indiër kon dragen, ongeveer 125 Amsterdamse pond. Het Amsterdamse pond mat 494,09 gram. Het laadvermogen van de Eendraght was derhalve 180 * 20 * 125 * 494,09 ≈ 222 ton. De lengte bedroeg 106 Amsterdamse voet en de breedte 30,5 voet. De gebruikelijke lengtemaat in de toenmalige scheepsbouw was de Amsterdamse voet overeenkomend met 0,283133 meter. Lengte en breedte in SI maten bedroegen dus 30,01 resp. 8,64 meter.
De bewapening bestond naast de benodigde musketten uit 19 gotelingen (hier: een klein gietijzeren scheepskanon, vaak gekocht bij Finspång in Zweden.) en 12 steenstukken, klein draaibaar geschut dat stenen kogels afvuurde.

## Zeilvoering
Het jacht had drie masten, met aan de fokken- en grote mast razeilen, aan de kruis- of bezaansmast een latijnzeil en een kruiszeil. Aan het eind van de boegspriet stond een klein mastje, de zogenaamde blinde steng, met een vierkant zeil, blinde genoemd. Onder de boegspriet werd een tweede blinde gevoerd.

## Epiloog
Na confiscatie door VOC, dat wil zeggen door J.P. Coen, leed het schip, onder de naam Zuider Eendracht, in mei 1620 ter hoogte van Bantam schipbreuk voor de West-Javaanse kust.
Aagtekerke · Akerendam · Amsterdam · Arnhem · Batavia · Bleijenburg · Concordia · De Dry Heuvels · De Dry Papegaijtiens · Dromedaris · Duyfken · Eendracht · Eendraght · Fortuyn · Geldermalsen · Gouden Buys · Goudriaan · 't Gulden Zeepaert · Halve Maen · Hof van Zeelandt · Hollandia · Landskroon · Leeuwin · Magdalena · Mauritius · Meermin · Midloo · Negotie · Nieuw Hoorn · Nieuwvliet · Nijenburg · Oude Zijpe (1711) · Oude Zijpe (1740) · Prins Willem · Rarop · Ravenstein · Ridderschap van Holland · Saerdam · Schiedam · Valkenbos · Vergulde Draeck · 't Vliegend Hert · Voetboog · Wapen van Amsterdam · 't Wapen van Hoorn · Westerbeek · Wimmenum · Zuytdorp · Zeewijk